# Legend of the Guardians: The Owls of Ga'Hoole
Legend of the Guardians: The Owls of Ga'Hoole (Brasil: A Lenda dos Guardiões / Portugal: Lenda dos Guardiões) é um filme de animação americano-australiano de 2010 dirigido por Zack Snyder. É baseado na série de livros juvenis de fantasia, A Lenda dos Guardiões, escrita por Kathryn Lasky.  O elenco de dubladores é composto por Jim Sturgess, Geoffrey Rush, Emily Barclay, Helen Mirren, Ryan Kwanten, Anthony LaPaglia e David Wenham. Warner Bros. Pictures distribuiu o filme com as empresas australianas Village Roadshow Pictures e Animal Logic, este último tendo produzido os efeitos visuais da animação Happy Feet.
Produção de Legend of the Guardians: The Owls of Ga'Hoole ocorreu na Austrália, e o filme foi lançado em Real 3D e IMAX 3D em 24 de setembro de 2010. Teve um orçamento de US$ 80 milhões e fez $140 milhões de bilheteria no mundo inteiro.

## Produção
A Warner Bros adquiriu os direitos de filmagem da série de livros A Lenda dos Guardiões por Kathryn Lasky, em Junho de 2005.  O estúdio planejou produzir a série como um filme de animação gerada por computador sob o produtor Donald De Line e com Lasky escrevendo o roteiro adaptado. Em abril de 2008, o projeto estava sob a Village Roadshow com Zack Snyder para dirigir e Zareh Nalbandian produzindo. Um novo roteiro foi escrito por John Orloff e Emil Stern.
O diretor Zack Snyder disse que quis fazer um tipo de Jornada do Herói de Joseph Campbell. "É como um tipo bem clássico de arquétipo – o escudeiro se torna um cavaleiro. Sou um grande fã de mitos. Há uma razão para termos sentado em volta de fogueiras por centenas de anos e contado uns aos outros a mesma história, porque ela é real, ela nos toca. Desde o começo, achei que não deveríamos tentar fazer todas aquelas histórias paralelas ou aquelas reviravoltas malucas na trama. Talvez um pouco, mas…" 
A produção começou na Austrália em fevereiro de 2009. O filme foi desenvolvido pela empresa de efeitos visuais digitais Animal Logic, na sequência de seu sucesso com o filme Happy Feet (2006).

## Elenco de vozes
- Jim Sturgess como Soren
- Rachael Taylor como Gylfie
- Jay Laga'aia como Twilight
- David Wenham como Digger
- Adrienne Defaria como Eglantine
- Miriam Margolyes como Sra. Plithiver
- Geoffrey Rush como Ezylryb
- Richard Roxburgh, como o Boron
- Deborra-Lee Furness como Barran
- Abbie Cornish como Otulissa
- Hugo Weaving como Noctus e Grimble
- Ryan Kwanten como Kludd
- Helen Mirren como Nyra
- Sam Neill como Metalbeak
- David Field como Jutt

## Recepção
No site agregador de críticas Rotten Tomatoes, 50% das 122 resenhas dos críticos são positivas. O consenso diz: “...tons escuros e deslumbrantes efeitos visuais são para ser admirados, mesmo que eles estão em última análise, uma história que nunca faz jus ao seu potencial."